# Dasychira bata
Dasychira bata är en fjärilsart som beskrevs av Collenette 1939. Dasychira bata ingår i släktet Dasychira och familjen tofsspinnare. Inga underarter finns listade i Catalogue of Life.